# Guttenberg (Adelsgeschlecht)

Wappen derer von Guttenberg

Guttenberg (Freiherrn, Reichsritter) ist der Name eines fränkischen Adelsgeschlechts, das als „von der Plassenburg“ seit 1149 greifbar ist und zu den Ministerialen der Grafen von Andechs, Herzöge von Meranien, im Nordgau gehörte, wo es sich dann nach der vor 1320 errichteten Burg Guttenberg am Obermain benannte.
Die Guttenberg waren später Lehensträger der Burggrafen von Nürnberg sowie der Hochstifte Würzburg und Bamberg. Die Linie Steinenhausen hatte seit 1691 erblich das Amt des Obermarschalls des Hochstiftes Würzburg inne. Mit Teilen ihrer Besitzungen gehörten sie jedoch auch zur freien Reichsritterschaft. Als Reichsritter gehörten sie im Fränkischen Ritterkreis zu den Ritterkantonen Rhön-Werra (1650–1801/1802); Baunach (spätes 16. Jahrhundert, 1750–1806) mit Kirchlauter und Kleinbardorf; Steigerwald (1700, 1790); Odenwald (17. Jahrhundert) und Gebirg (frühes 16. Jahrhundert bis 1805/1806).
1700 stieg das Geschlecht in den Reichsfreiherrnstand auf. Im Jahre 1802 wurden die Güter vom Kurfürstentum Bayern besetzt und 1804 an Preußen übertragen. Später kamen der Land- und Burgbesitz an Bayern zurück.

## Geschichte

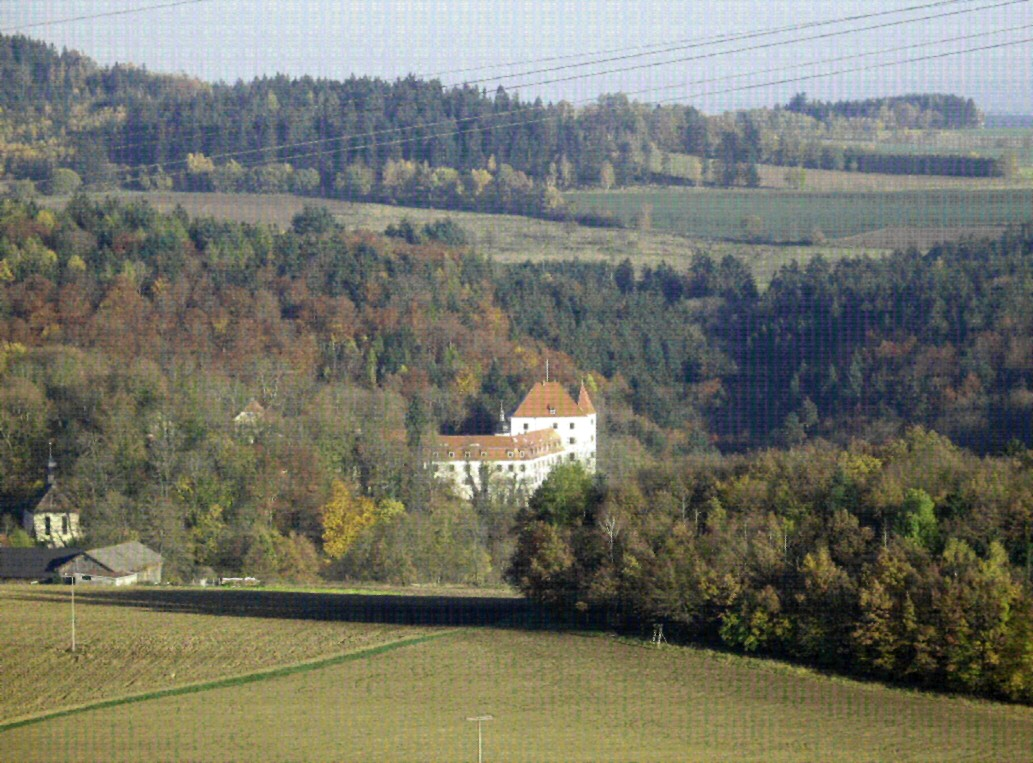
Die namensgebende Burg Guttenberg ist eine historische Spornburg.

### Herkunft
Das Geschlecht der Guttenberg erscheint erstmals urkundlich im Jahr 1149 mit „Gundeloh von Blassenberg“, mit dem die Stammreihe beginnt. Mit dem Erwerb der Burg Guttenberg mit der Ortschaft Guttenberg im Frankenwald – vor dem Jahr 1329 erbaut – durch Heinrich von Blassenberg um 1310 wechselte der Geschlechtsname zu „von Guttenberg“. Der Lehensbesitz der Reichsritter von Guttenberg lag im Nordgau (Bayern) (heute Landkreis Kulmbach). Die Stammburg Guttenberg befindet sich bis heute im Besitz der Familie.

### Mittelalter
Ältere, teils legendenhafte Erwähnungen betreffen eine Gertraud von Guttenberg, die im Jahre 968 für die Durchführung der Helmschau und Helmteilung (Festlegung der Turniergruppen) bei einem Turnier in Merseburg (969) gewählt worden sein soll (möglicherweise eine Angehörige der nicht verwandten Guttenberg bei Bergzabern). Ein weiterer von Guttenberg soll 1080 an einem Turnier zu Augsburg teilgenommen haben; falls zutreffend war er jedoch ebenfalls anderer Herkunft, da die fränkischen Guttenberg diesen Namen erst ab etwa 1310 führen.

#### Zerstörung der Burgen Alt- und Neuguttenberg im Jahr 1523

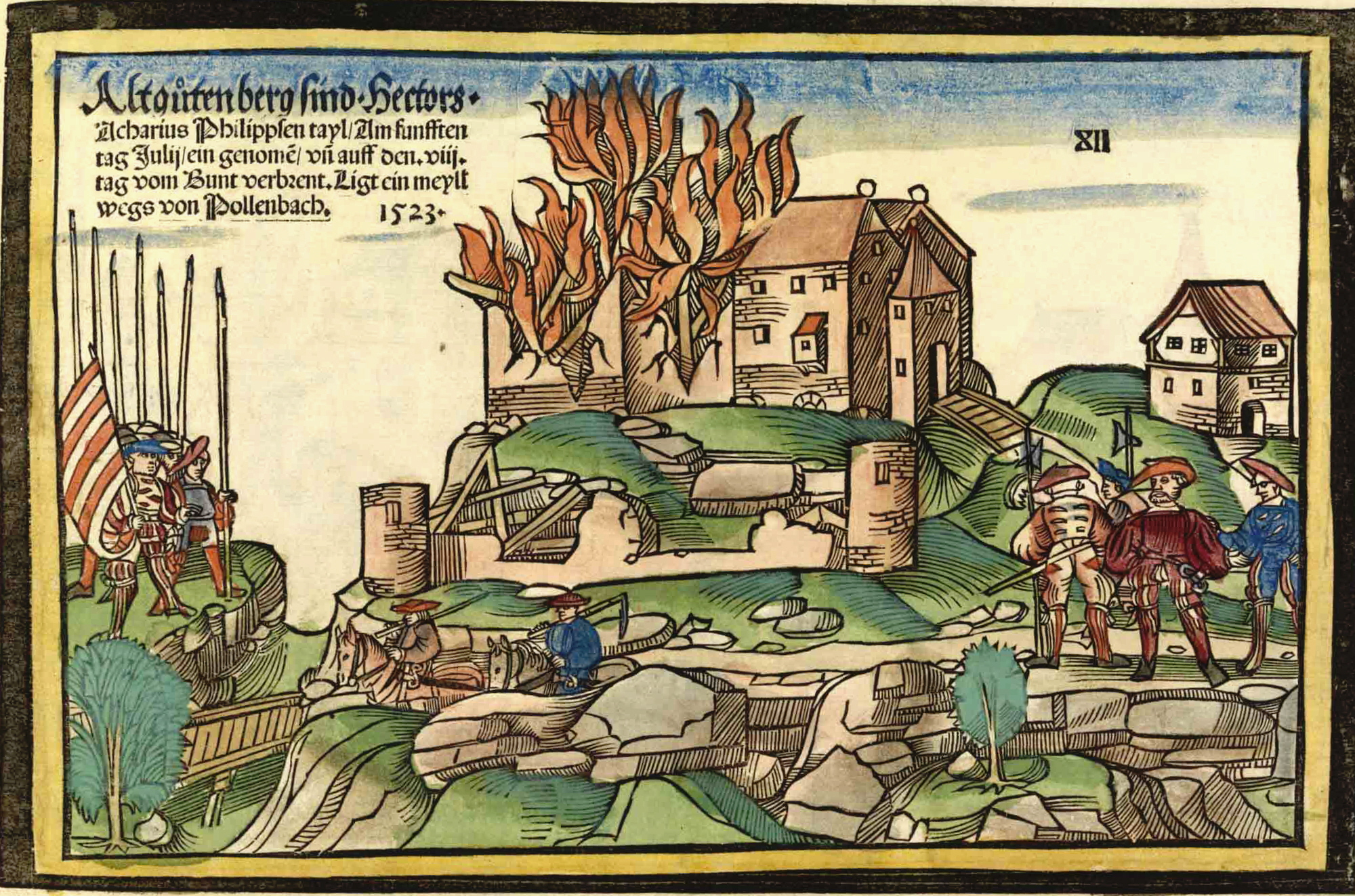
Zerstörung der Burg Alt-Guttenberg 1523

Da die Guttenberg in Franken als Helfer des Raubritters Hans Thomas von Absberg aufgetreten waren, zerstörte der Schwäbische Bund 1523 die Burgen Alt- und Neuguttenberg (auf dem Wandereisen-Holzschnitt von 1523 dargestellt).

#### Beteiligungen an Fehdeunternehmen
Die Familie von Guttenberg war an folgenden Fehden beteiligt:
- Guttenberger Fehde (1380), Adelsfehde gegen die Reichsstadt Eger, die heutige Stadt Cheb in Westböhmen;
- Waldenfelser Fehde gegen die Reichsstadt Nürnberg, Anfang 1400;
- Guttenberger Fehde (1497–1502) gegen Markgraf Friedrich von Brandenburg-Kulmbach ab 1497;
- Fehde mit Heinrich dem Älteren von Gera 1520/21;
- Barbara von Guttenberg, vormals Nonne im Kloster Schlüsselau der Zisterzienserinnen, schwor 1526 Urfehde und erhielt Stadtverbot in Nördlingen im Ries.

#### Verwandte Geschlechter im Adelsstand um 1500
Die Reichsritter von Guttenberg waren in der Zeit um 1500 mit zahlreichen gebürgischen Familien des Ritterstandes verwandt und verschwägert (siehe Liste fränkischer Rittergeschlechter). und waren mehrheitlich Domherrn in Bamberg (siehe Bamberger Domkapitel).
Zu den Verwandten der Guttenberg zählten die Aufseß, Bibra, Giech, Hirschberg, Redwitz, Reitzenstein, Rotenhan, Sparneck, Stiebar und Streitberg. Außer diesen auch die von der Tann, Berlichingen, Hutten, Truchseß von Wetzhausen, Marschalk von Ostheim, Heldritt, Fuchs von Schweinshaupten, Ehenheim, Trautenberg, Sturmfeder, Kotzau und Lüchau.
Über die Standesgrenzen der Reichsritterschaft des niederen Adels in Franken ging die Ehe der Osanna von Guttenberg mit Wolfgang von Schwarzenberg-Seinsheim, den späteren Fürsten von Schwarzenberg. Zu Anfang des 16. Jahrhunderts heiratete der bambergische Vizedom von Guttenberg in Kärnten Rosina von Graben († 1539), eine Tochter des Ulrich III. von Graben.

#### Schwanenorden
Die Guttenberg waren mit Carl I. von Guttenberg Mitbegründer des 1440 gestifteten Schwanenordens, dessen Mitglied auch Kaspar von Guttenberg (um 1487–1554) war.

### Neuzeit (Übersicht)
Zu den frühen Besitzungen der Guttenberg gehörte ab 1439 das Schloss Steinenhausen, das erst 1935 verkauft wurde.
Seit 1502 bzw. 1511 gehört Schloss Kirchlauter den Guttenberg, zuletzt der Gräfin Elisabeth Stauffenberg, geborenen Freiin von und zu Guttenberg. Das heutige Barockschloss wurde 1688 bis 1698 erbaut. Der Besitz gehörte zum Ritterkanton Baunach.
Im Jahr 1695 kauften die Freiherren von Guttenberg den Besitz in Sternberg im Grabfeld (Unterfranken). Das benachbarte Sulzdorf war Bestandteil dieses Rittergutes, das 1806 durch das Großherzogtum Würzburg des Erzherzogs Ferdinand von Toskana mediatisiert wurde und mit diesem 1814 an das Königreich Bayern fiel. Schloss Sternberg blieb bis 1838 im Besitz der Guttenberg.
Die Guttenberg wurden im April 1700 von Leopold I., Kaiser des Heiligen Römischen Reiches, in den Reichsfreiherrenstand aufgenommen und im Februar 1814 im Königreich Bayern bei der Freiherrenklasse eingeschrieben.

### Schlösser

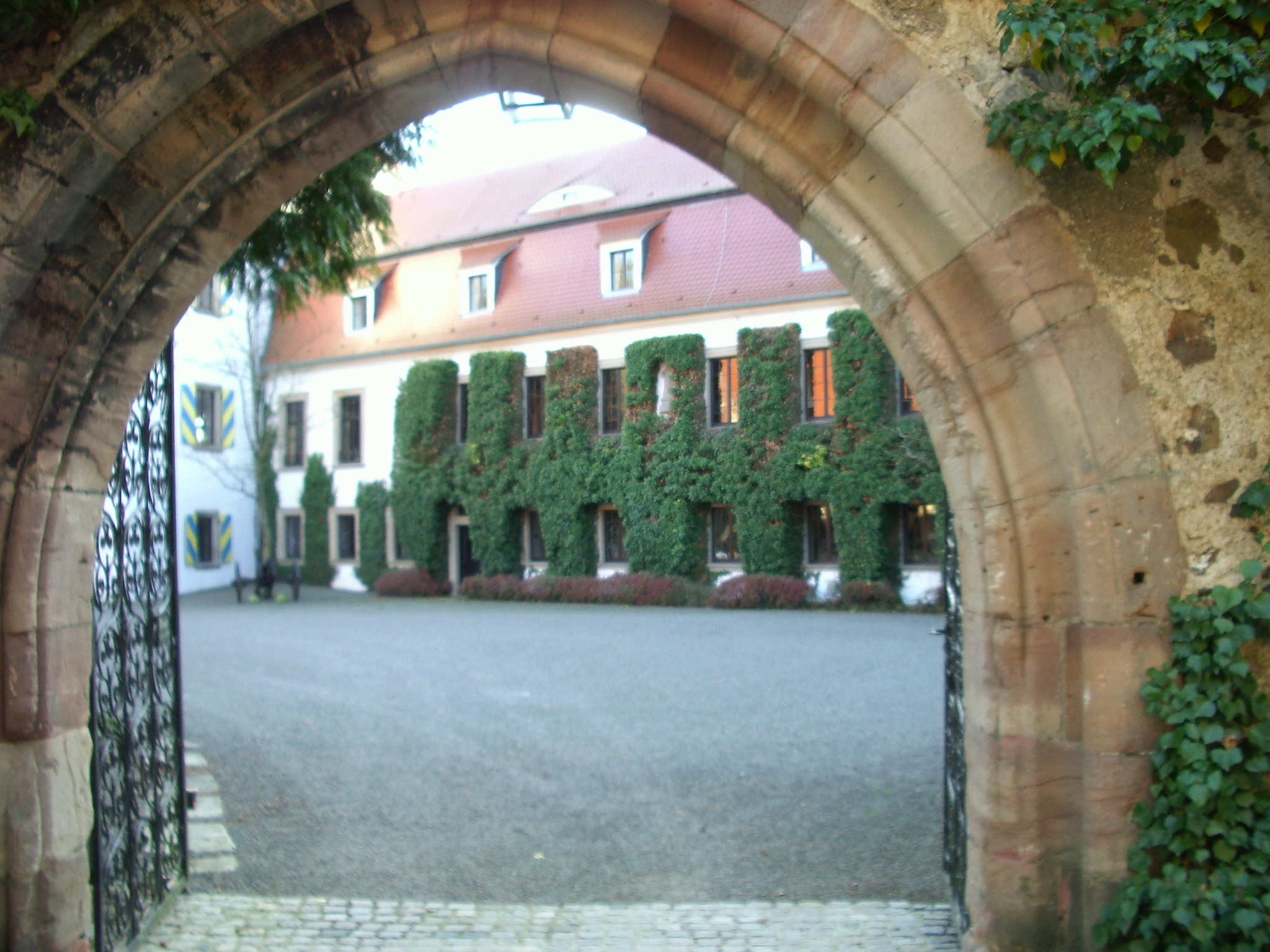
Burg Guttenberg (seit ca. 1300 im Besitz der Familie)
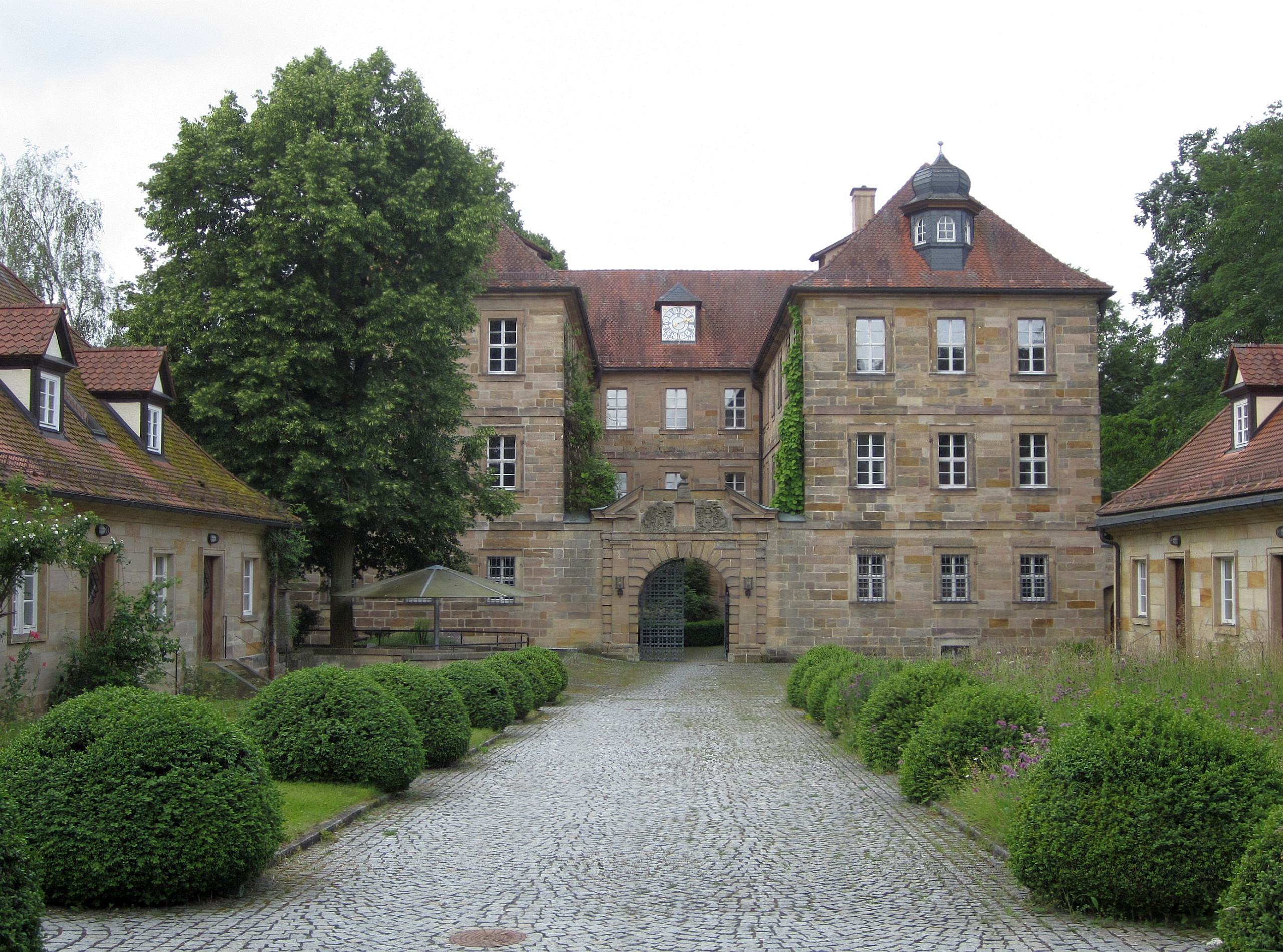
Schloss Steinenhausen (1439–1935 im Besitz)
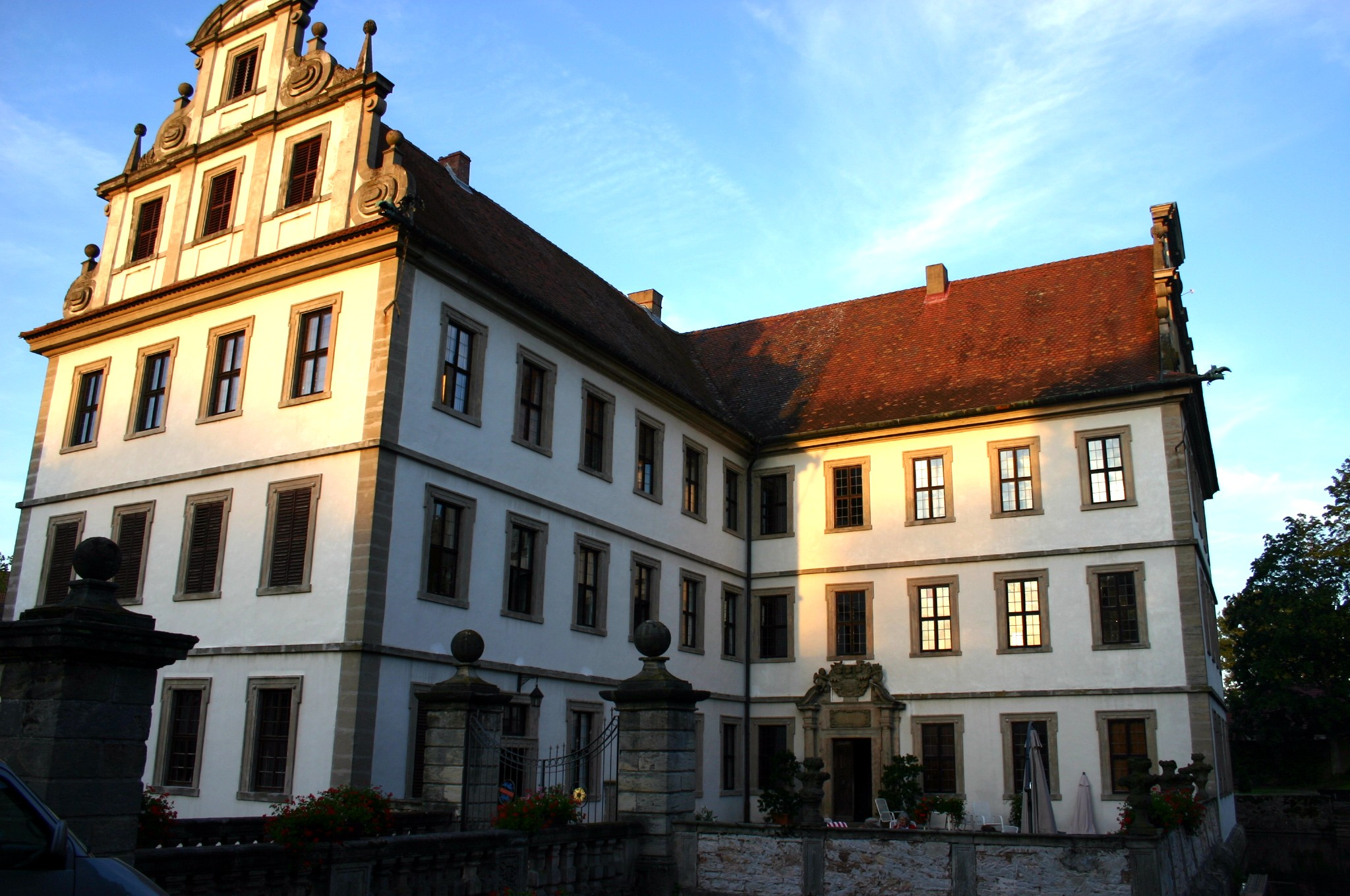
Schloss Kirchlauter (im Besitz seit 1511)
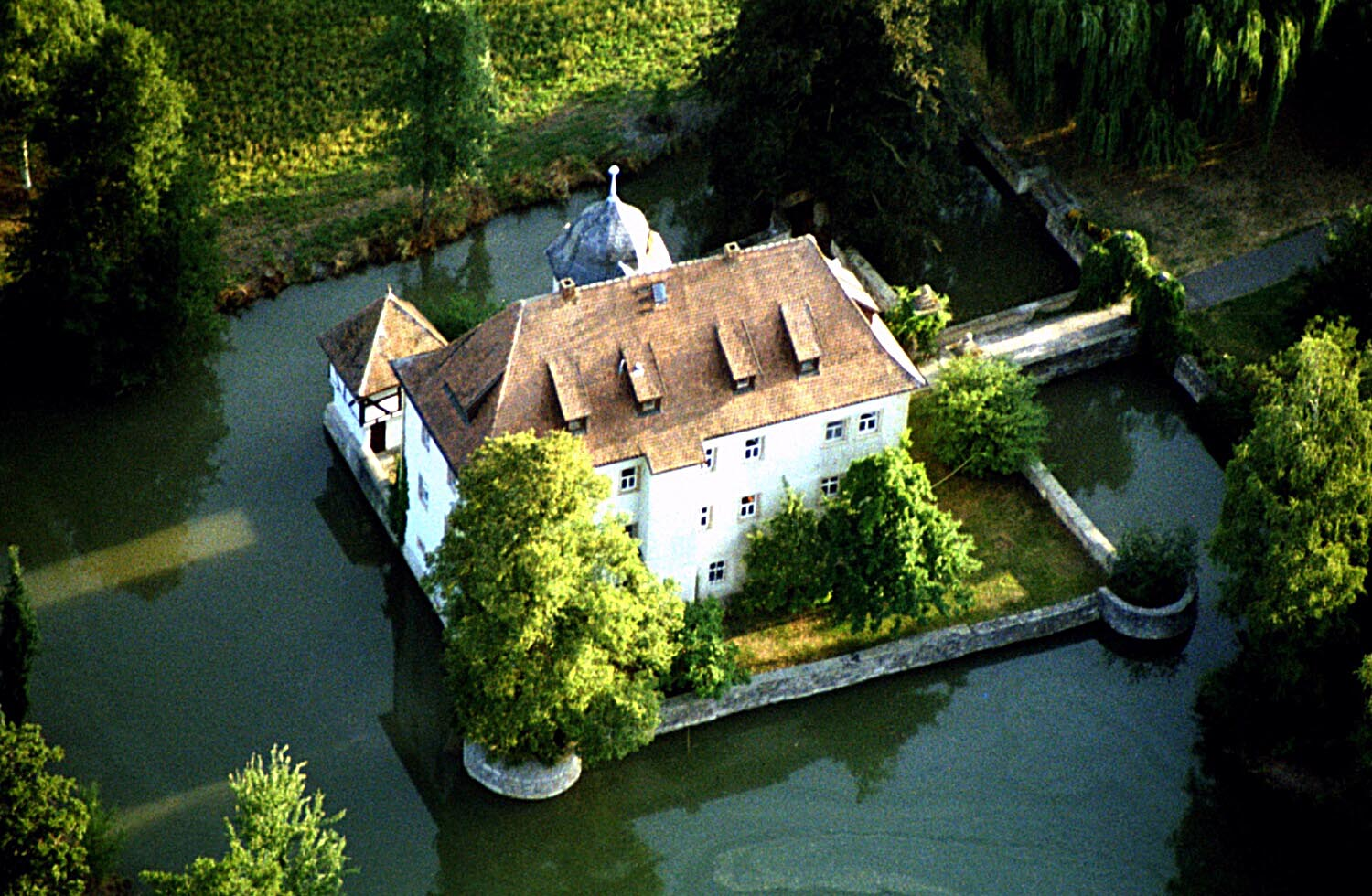
Schloss Kleinbardorf (im Besitz 1691–1896)
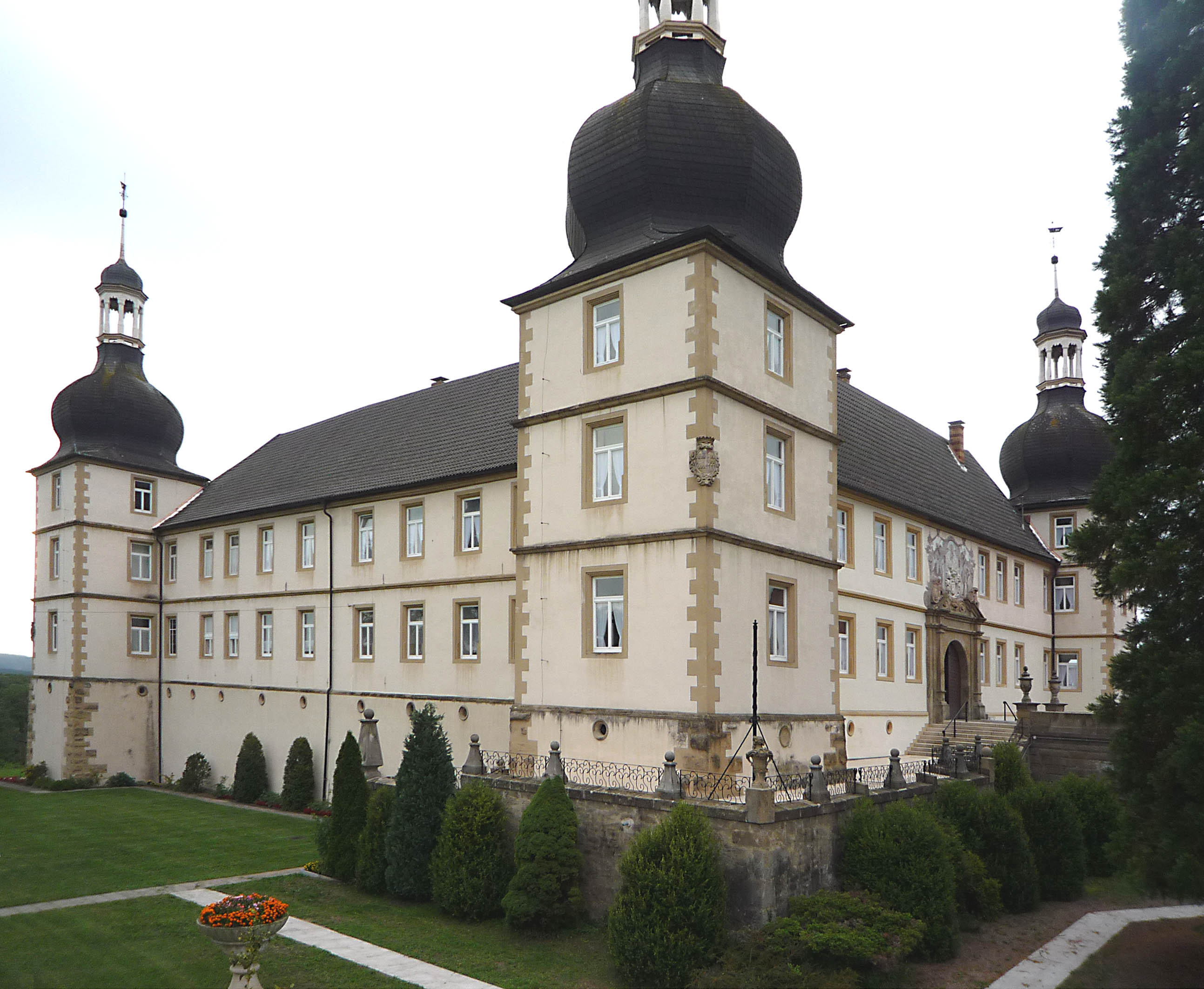
Schloss Sternberg (im Besitz 1695–1838)
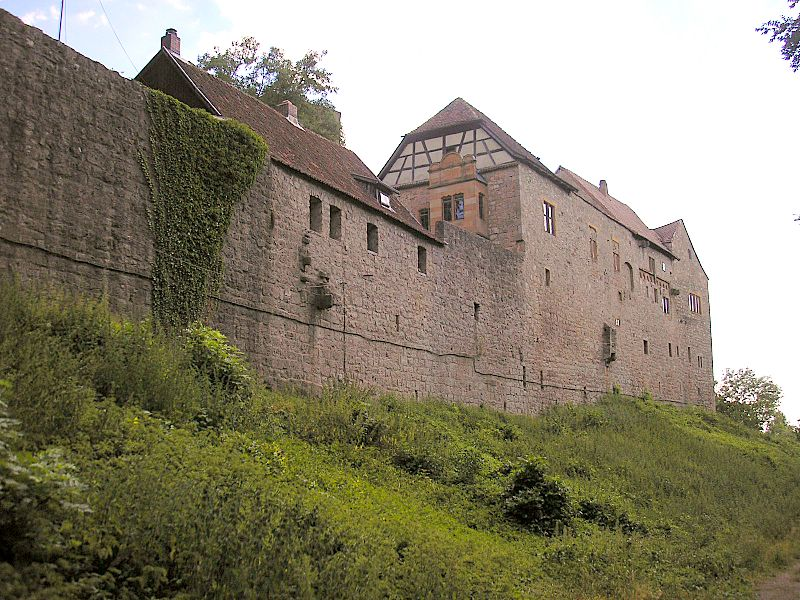
Burg Salzburg, Unterfranken (seit 1893 im Besitz)
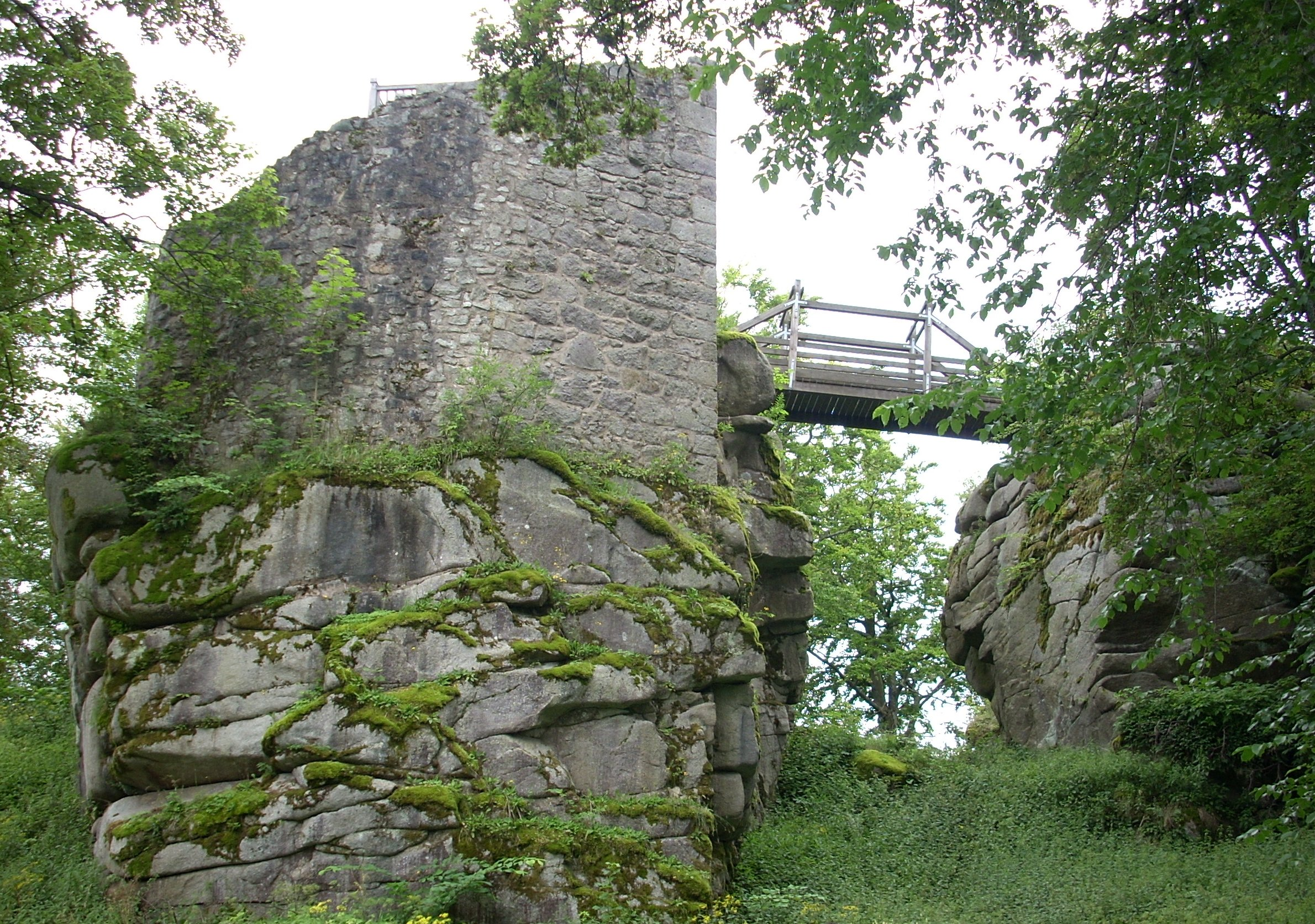
Burgruine Schellenberg, zerstört bei der Fehde des Philipp I. von Guttenberg mit Markgraf Friedrich 1498

### Orte mit Hinweisen zu den Guttenberg
- Guttenberger Hammer bei Grafengehaig, Rugendorf
- Burgstall Untersteinach
- Buchonia

## Genealogische Übersicht (Auszug)
Beginnend mit Hermann Freiherr von und zu Guttenberg (* 26. März 1816, † 26. April 1882) ⚭ Luise von Thurn und Taxis (* 21. Dezember 1828, † 7. Januar 1916); Tochter des Karl Theodor von Thurn und Taxis (1797–1868) und der Juliane Karoline von Einsiedel (1806–1846)
1. Karl-Theodor Freiherr von und zu Guttenberg (d. Ä.) (* 31. Mai 1854, † 28. Juli 1904) ⚭ Maria von Rottenhan (* 11. März 1860, † 11. Mai 1945); Tochter des Maximilian Graf von Rottenhan (1820–1886) und der Theresia Freiin von Boineburg-Lengsfeld (1834–1884)
1.1. Elisabeth Freiin von und zu Guttenberg (* 11. November 1891, † 21. Dezember 1946) ⚭ Klemens Schenk Graf von Stauffenberg (* 2. Juni 1885, † 10. Februar 1949)
1.2. Karl Ludwig Freiherr von und zu Guttenberg (* 22. April 1902, † 23./24. April 1945) ⚭ Therese Prinzessin von Schwarzenberg (* 11. November 1905, † 6. April 1976); Tochter des Johann Nepomuk Adolf Fürst zu Schwarzenberg (1860–1938) und der Therese Gräfin von Trauttmansdorff (1870–1945)
1.2.1. Johann Berthold Freiherr von und zu Guttenberg (* 23. September 1937)
1.2.2. Maria Theodora Freiin von und zu Guttenberg (* 1. August 1930)
1.2.3. Elisabeth Freiin von und zu Guttenberg (* 26. September 1931)
1.3. Georg Enoch Freiherr von und zu Guttenberg (* 10. November 1893, † 21. Dezember 1940) ⚭ Elisabeth Baronessa von der Tann-Rathsamhausen (* 12. August 1900, † 1998); Tochter des Luitpold Reichsfreiherr von und zu der Tann-Rathsamhausen (1847–1919) und der Emma Gräfin Mikes von Zabola (1869–1956)
1.3.1. Philipp Franz Freiherr von und zu Guttenberg d. Ä. (* 25. Mai 1920, † 9. Januar 1943)
1.3.2. Maria Nives Freiin von und zu Guttenberg  (* 5. August 1925) ⚭ Henry Farell Casademont (* 20. Oktober 1914)
1.3.3. Therese Freiin von und zu Guttenberg  (* 28. Mai 1929, † 2. März 1953) ⚭ Alexander Freiherr von Branca (* 11. Januar 1919, † 21. März 2011)
1.3.4. Karl Theodor Freiherr von und zu Guttenberg (* 23. Mai 1921, † 4. Oktober 1972) ⚭ Rosa Sophie Prinzessin von Arenberg (* 23. Dezember 1922, † 17. November 2012); Tochter des Prinzen Robert Prosper Prinz und Herzog von Arenberg (1895–1972) und der Gabrielle Fürstin von Wrede
1.3.4.1. Elisabeth Freiin von und zu Guttenberg (* 5. Juli 1944) ⚭ Franz Ludwig Schenk Graf von Stauffenberg (* 4. Mai 1938)
1.3.4.2. Michaela Freiin von und zu Guttenberg (* 30. Mai 1949) ⚭ Johann Nepomuk Johannes Freiherr Heereman von Zuydtwyck (* 21. März 1944)
1.3.4.3. Benedikte (*/† 1953)
1.3.4.4. Georg Enoch Freiherr von und zu Guttenberg (* 29. Juli 1946, † 15. Juni 2018) ⚭ I. (1971–1977) Christina von und zu Eltz (* 27. November 1951); Tochter des Jakob von und zu Eltz (1921–2006) und der Ladislaja Freiin Mayr von Melnhof (* 23. Dezember 1920) ⚭ II. (1997–2017) Ljubka Biagioni
1.3.4.4.1. Karl-Theodor Buhl Freiherr von und zu Guttenberg (* 5. Dezember 1971) ⚭ Stephanie von Bismarck-Schönhausen (* 24. November 1976); Tochter des Andreas von Bismarck-Schönhausen (* 1941) und der Charlotte Kinberg (* 1951)
1.3.4.4.2. Philipp Franz Freiherr von und zu Guttenberg (* 10. Mai 1973) ⚭ Hon. Alexandra Luise Macdonald (* 19. August 1973); Tochter des Godfrey James Macdonald, 8. Baron Macdonald de Slate (* 1947) und der Claire Catlow
1.3.4.5. Praxedis ⚭ Albrecht Freiherr von Boeselager (* 4. Oktober 1949 in Altenahr)

## Einzelne Persönlichkeiten
- Friedrich Karl Ludwig Freiherr von und zu Guttenberg (1767–1822), Gutsbesitzer, Domherr, Polizeipräsident in Würzburg, Abgeordneter der bayerischen Kammer der Abgeordneten (ab 1819)
- Johann Gottfried von Guttenberg, Fürstbischof von Würzburg (1684–1698)
- Maximilian Hermann Freiherr von und zu Guttenberg (1889–1914), Gutsbesitzer, Diplomat, erblicher Reichsrat, gefallen in Frankreich
- Philipp Anton Christoph Freiherr von Guttenberg, Würzburger Domherr
- Wolfgang Philipp von und zu Guttenberg (1647–1733), Ordensritter und Groß-Bailiff der deutschen Zunge auf Malta
- Karl-Theodor Freiherr von und zu Guttenberg (* 1971), ehem. deutscher Politiker (CSU) und Verteidigungsminister

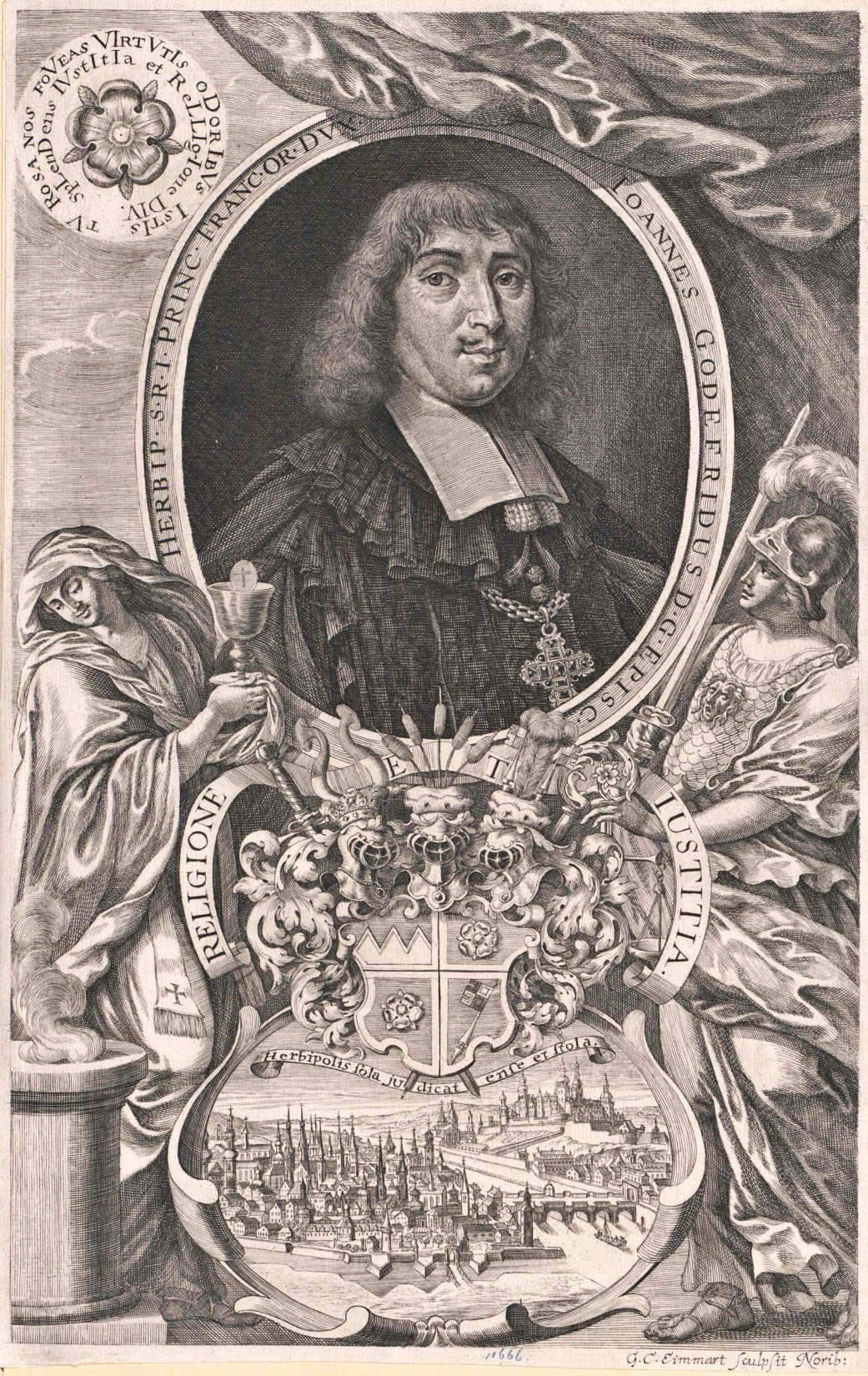
Johann Gottfried von Guttenberg, Fürstbischof von Würzburg (1684–1698)
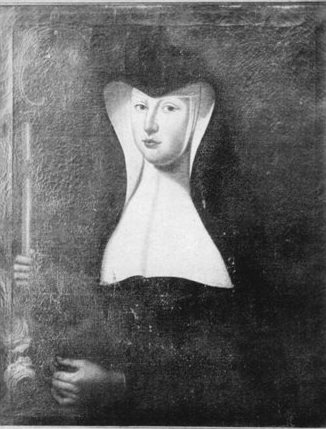
Philippine zu Guttenberg, letzte Äbtissin der Abtei St. Hildegard zu Rüdesheim
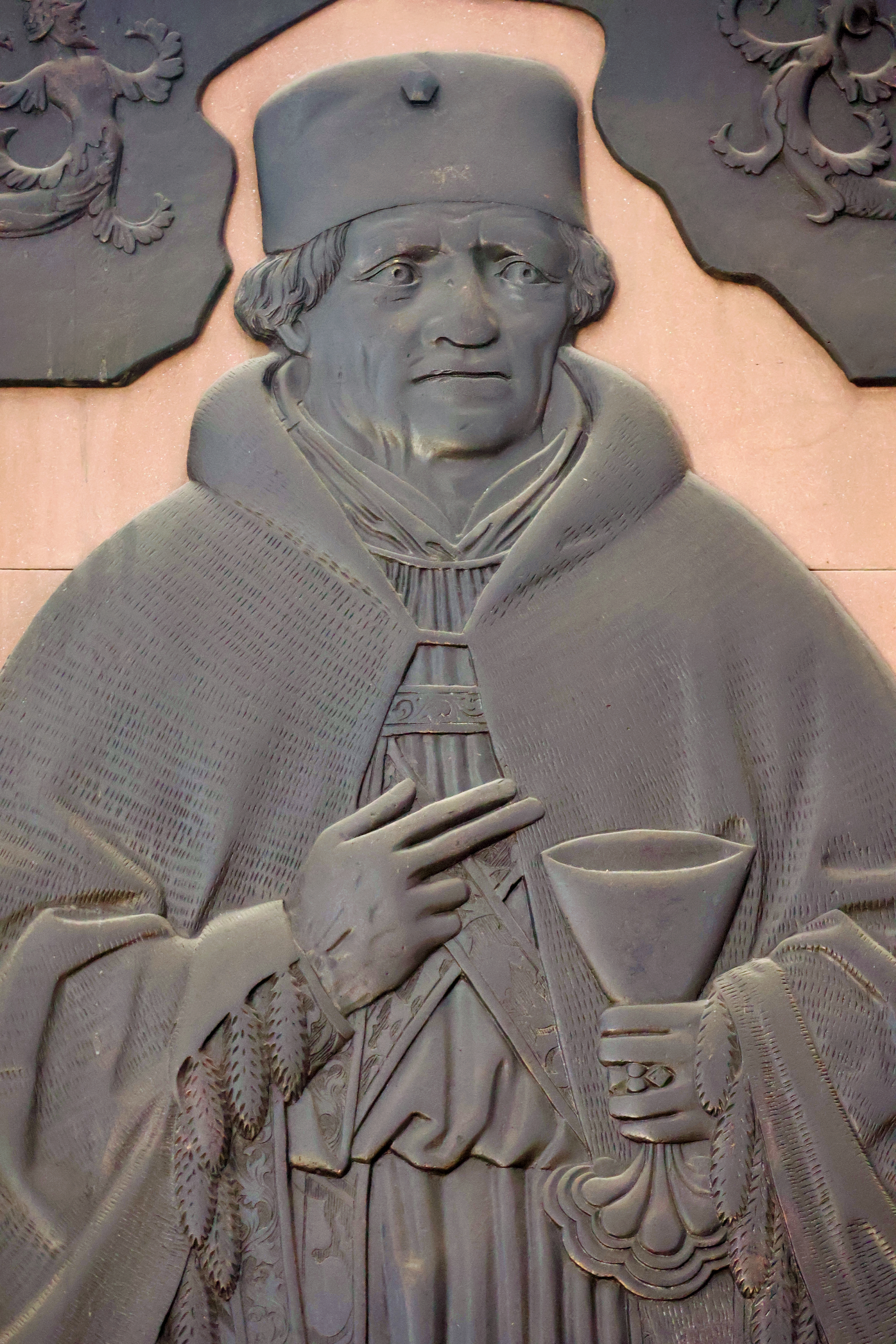
Johann von Guttenberg, Domdekan im Bistum Würzburg

## Hinweise zu heutigen Vermögensverhältnissen
In der Ausgabe vom Oktober 2010 schätzte das Manager Magazin das Vermögen des damaligen Chefs des Hauses, Enoch Freiherr von und zu Guttenbergs, in dem Ranking Die 500 reichsten Deutschen auf 400 Millionen Euro. Als Ursprung des Vermögens wurden die Einkünfte des Rhön-Klinikums in Bad Neustadt an der Saale angegeben. Im März 2002 fand der Verkauf des familieneigenen 26-prozentigen Pakets an Stammaktien des Klinikums statt, der rund 260 Millionen Euro erbracht haben soll. Im Oktober 2008 hatte Enoch zu Guttenberg sein Anwesen in Kulmbach samt Inventar und Forstbetrieben in eine österreichische Privatstiftung eingebracht.

## Wappen

### Blasonierung
In Blau eine goldene Rose; auf dem Helm mit rot-silbernen Decken ein mit fünf natürlichen Mooskolben besteckter hermelin-gestulpter niederer roter Turnierhut.

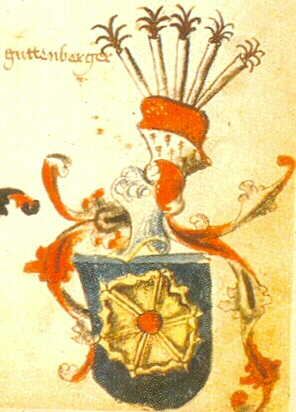
Wappen der Guttenberg im Ingeram-Codex, 1459
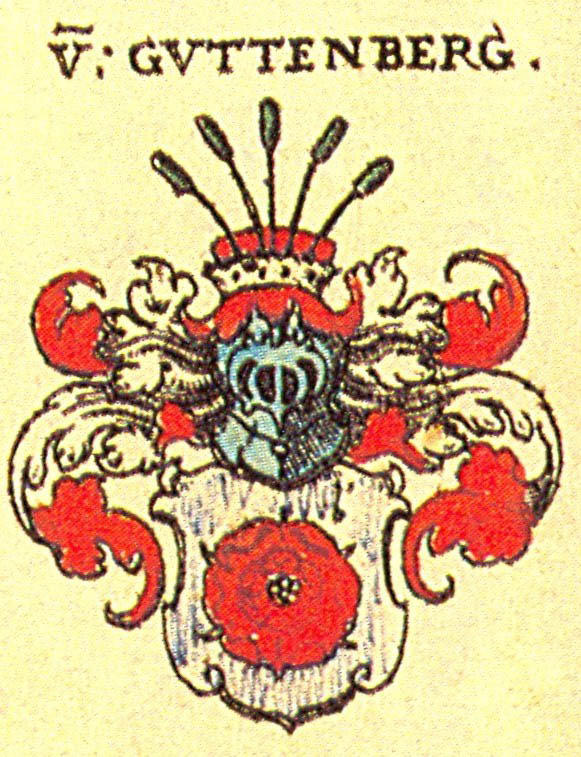
Wappen in Siebmachers Wappenbuch, 1605, mit falscher Tingierung
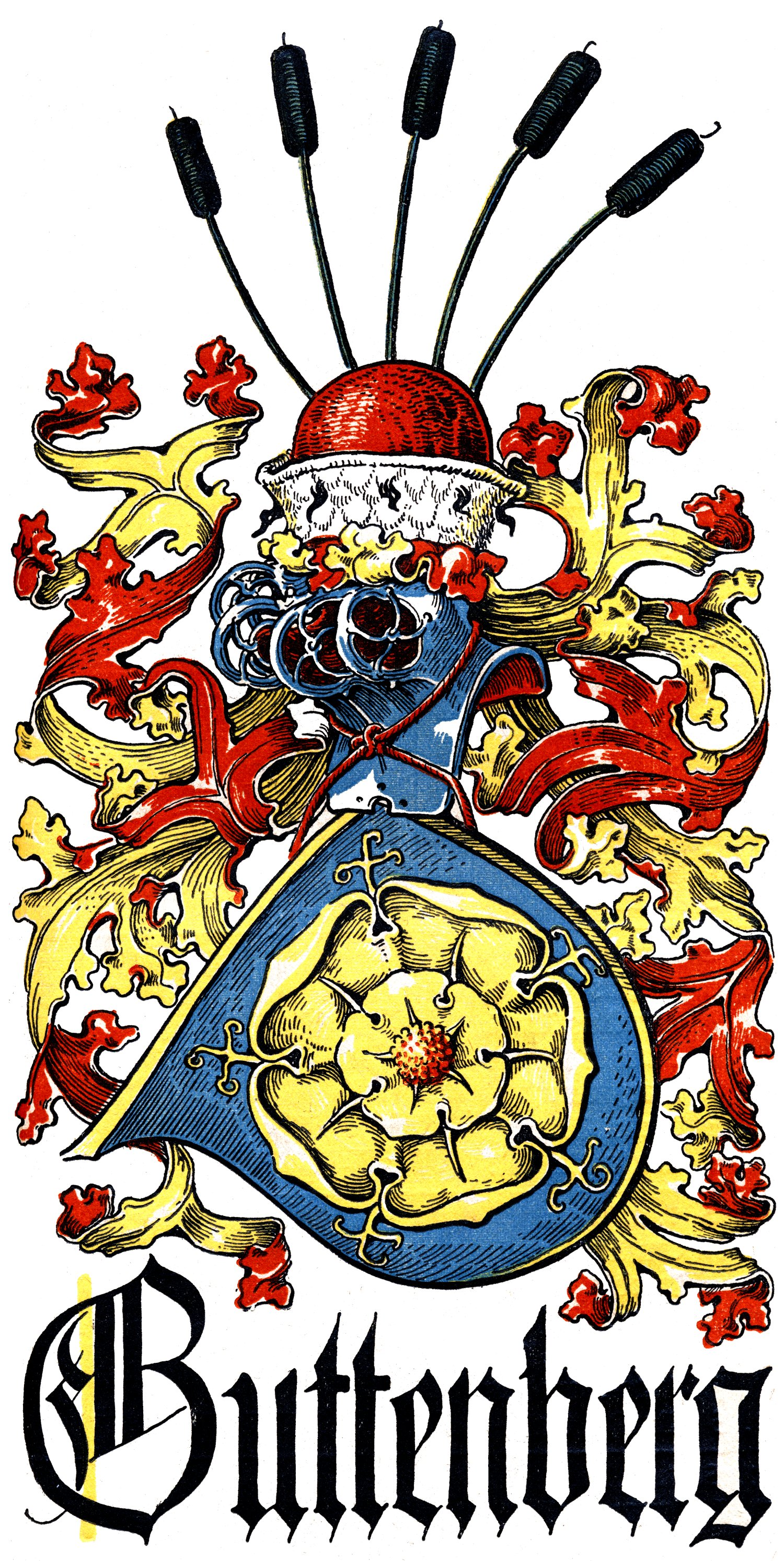
Wappengrafik von Otto Hupp im Münchener Kalender von 1922

### Die goldene Guttenbergsche Rose
Sie befindet sich in verschiedenen Gemeindewappen in Ober- und Unterfranken:

Gemeindewappen von Guttenberg
Gemeindewappen von Kirchlauter
Gemeindewappen von Sulzdorf an der Lederhecke
Gemeindewappen von Rugendorf
Gemeindewappen von Breitbrunn
Gemeindewappen von Bindlach
Gemeindewappen von Ködnitz mit Anteilen von Plassberg und Guttenberg
Gemeindewappen von Hausen bei Würzburg